# Elachertus cidariae
Elachertus cidariae är en stekelart som beskrevs av William Harris Ashmead 1898. Elachertus cidariae ingår i släktet Elachertus och familjen finglanssteklar. Inga underarter finns listade i Catalogue of Life.